# Anthocharis julia
The Southern Rocky Mountain Orangetip (Anthocharis julia), là một loài bướm ngày được tìm thấy ở phía nam Rocky Mountains mặt phía đông cua dãy núi này. Sâu của chúng ăn các loài Rock Cress (Arabis).